# Сумбулово (Рязанская область)
Сумбулово — деревня в Спасском районе Рязанской области, входит в состав Панинского сельского поселения.

## География
Деревня расположена в 13 км на северо-запад от центра поселения села Панино и в 22 км на северо-запад от райцентра города Спасск-Рязанский.

## История
В XIX — начале XX века деревня являлась центром Самбуловской волости Спасского уезда Рязанской губернии. В 1906 году в деревне было 162 двора.
С 1929 года деревня являлось центром Сумбуловского сельсовета Спасского района Рязанского округа Московской области, с 1937 года — в составе Рязанской области, с 1957 года — в составе Выползовского сельсовета, с 2005 года — в составе Панинского сельского поселения.

## Население
| 1859 | 1897 | 1906  | 2010 |
| ---- | ---- | ----- | ---- |
| 605  | ↗906 | ↗1140 | ↘71  |